# Ich bin so wild nach deinem Erdbeermund
Eine verliebte Ballade für ein Mädchen namens Yssabeau, nach der ersten Zeile auch als Ich bin so wild nach deinem Erdbeermund oder kurz Der Erdbeermund bekannt, ist ein 1930 von Paul Zech verfasstes Gedicht. Das  Gedicht ist Teil von Zechs Büchlein Die lasterhaften Lieder und Balladen des François Villon (E. Lichtenstein, Weimar 1931 bzw. dtv, München 1962 und öfter). Dieses ist jedoch keine Villon-Übertragung, sondern eine Sammlung äußerst frei nachgedichteter sowie gänzlich frei erfundener Texte im Stile Villons.
Zechs Gedicht wurde nach 1953 bekannt durch die „Villon“-Rezitationen des Schauspielers Klaus Kinski. Darin stellte es, nicht zuletzt durch die begleitende Gestik, einen Höhepunkt dar. Kinski rezitierte übrigens nach der Urversion des Zech’schen Villon von 1931, die häufig (und auch im Falle des „Erdbeermunds“) erheblich deftiger ist als die revidierte Version des „Villon“ von 1943, die der hierzulande meistens gelesenen Villon-Ausgabe des dtv von 1962 zugrunde liegt. Auch auf seiner berühmten Sprechplatte Kinski spricht Villon von 1959 ist der Text in der Version von 1931 vertreten. Kinskis Autobiografie von 1975 verwendet als Titel den des Gedichtes.

## Der Erdbeermund in der Musik

### Achim Reichel
Die erste kommerzielle Vertonung des Erdbeermunds stammt von Achim Reichel. Sie erschien 1979 unter dem Titel Ich bin so wild nach deinem Erdbeermund als erster Titel des Albums Heiße Scheibe. Als Autor des Textes wurde auf dem Label Villon angegeben.

### Culture Beat
Eine der kommerziell erfolgreichsten musikalischen Veröffentlichungen des Erdbeermunds stammt von Culture Beat und Jo van Nelsen aus dem Jahr 1989. Es handelte sich um die Debütsingle von Culture Beat und ist auf ihrem Debütalbum Horizon zu finden. Geschrieben wurde das Stück von Mary S. Applegate, Torsten Fenslau, Nosie Katzmann und Jens Zimmermann; produziert wurde die Single durch Fenslau und Zimmermann. Die Single wurde zum ersten Charterfolg Culture Beats in Deutschland und Österreich. International wurde das Lied unter dem Titel Cherry Lips, in französischsprachigen Ländern unter dem Titel Les lèvres cerise veröffentlicht.

### Subway to Sally und In Extremo
Die beiden um die Jahrtausendwende erfolgreichsten deutschen Mittelalter-Rock-Bands – Subway to Sally und In Extremo – vertonten das Gedicht ebenfalls. Subway to Sallys Balladen-Interpretation erschien 1995 auf dem Album MCMXCV. Im Gegensatz dazu wählten In Extremo einen rockigen Stil für ihre Version, die am 22. September 2003 veröffentlicht wurde, und nach Küss mich die zweite Singleveröffentlichung aus ihrem siebten Studioalbum 7 war. Ein dazugehöriges Musikvideo stammt vom deutschen Regisseur Uwe Flade.
Dies brachte der Band auch Kritik aus dem Umfeld von Subway to Sally ein. Subway to Sally griffen das Thema in dem 2005 erschienenen Lied Das Rätsel II auf dem Album Nord Nord Ost mit der Textzeile Wer hat zuerst den Erdbeermund geküsst? noch einmal auf.

### B.Infinite Vs. Chris Cowley
Am 23. September 2016 veröffentlichte das deutsche Disco- und Deep-House-Duo B.Infinite und Chris Cowley eine Version von Der Erdbeermund. Einen Monat später folgte die Veröffentlichung einer Remix-EP mit dem Titel Der Erdbeermund – The Remixes am 4. November 2016.

### Weitere Versionen
- 1989: Sigmund und seine Freu(n)de – Ich bin so wild (nach deinem Erdbeermund)
- 1991: Willy Astor – Ich bin so wild auf einen Erdbeerhund, aus dem Album Mamabuwerl
- 1992: Jan Willem – Erdbeerfund (Erdbeermund) aus dem Album Der Dicke und das Meer[6]
- 2006: Tiefenrausch – Erdbeermund, aus dem Album Enfant Terrible
- 2010: Jerome Jerkins – Erdbeermund
- 2014: Franz Ferdinand – Erdbeer Mund, aus der B-Seite zu Fresh Strawberries[7]

## Trivia
Auch Baudelaire verwendet in seinem Gedicht Les Métamorphoses du Vampire den Begriff „Erdbeermund“ („bouche de fraise“), doch ist dort der sprechende Mund der evozierten Frau gemeint und nicht, wie bei Zech, der weiter unten „so tief im Haar verwahrt[e]“, also eine Metapher für die weiblichen Genitalien. (Vgl. Baudelaire, Les Fleurs du Mal, Le Livre de Poche, 1999, S. 218/19.)